# Сосницкий, Юлий Осипович
Юлий Осипович Сосницкий (1878 — 1919) — российский шахматист и редактор.

## Биография
Заведующий издательством и вице-председатель Санкт-Петербургского / Петроградского шахматного собрания (с 1906 года), член ревизионной комиссии организации, устроитель шахматных турниров. Являлся управляющим книжным магазином и складом газеты «Новое время», а с 1912 года — редактором шахматного отдела, сменив на этой должности А. А. Алехина.
«Шахматное собрание 10 лет назад [в 1906 году] уже совсем за отсутствием средств погибало, когда тогдашний вице-президент его П. П. Сабуров нашел Сосницкого и пригласил его в правление. С этого момента началась новая эра Собрания».
Благодаря взаимодействию Сосницкого с Д. Д. Королевым, занимавшим должность председателя Финансового клуба, удалось найти постоянное помещение для организации. Королев, который являлся членом различных шахматных обществ еще с середины 1890-х годов, бесплатно выделил собранию 2 комнаты в здании Финансового клуба. Позже Финансовый клуб неоднократно обеспечивал материальную поддержку шахматных соревнований, проводившихся в Петербурге.
Организовал значительное количество шахматных соревнований, в том числе международные турниры в Петербурге 1909 и 1914 годов, IV Всероссийский турнир 1905 / 1906 годов, турнир памяти С. А. Зноско-Боровского 1911 года, Всероссийский турнир мастеров 1912 года. Также входил в оргкомитет гамбитного турнира в Аббации 1912 года.
Сосницкий прилагал огромные усилия по поддержанию шахматной жизни в Петрограде времен Первой мировой войны. «...если за последние тяжелые полтора года жизнь Петроградского шахматного собрания не совершенно еще замерла, то этим она обязана Юлию Осиповичу». В те же годы Сосницкий устроил сбор средств в пользу русских шахматистов, находившихся в плену или интернированных после турнира в Мангейме.
В феврале 1919 года умер во время эпидемии сыпного тифа.
Во время работы в Петербургском шахматном собрании Сосницкий значительно пополнил библиотеку организации. «Юлий Осипович оказал неоценимую услугу Собранию, постоянно пополняя библиотеку всеми новыми изданиями и создавши из библиотеки Собрания самую богатую в России коллекцию по шахматной литературе». «Библиотека состояла исключительно из шахматной литературы и имела в этой области замечательные экземпляры». После Октябрьской революции перевез библиотеку к себе на квартиру. После смерти Сосницкого библиотека была продана его наследниками книжному складу ЦК Союза железнодорожников, откуда была перепродана в ВО «Международная книга», а из «Международной книги» — ЦШК в Москве. По другим данным, библиотека перешла на хранение к С. О. Вайнштейну.